# Margot Grahame
Margot Grahame, nome d'arte di Margaret Clark (Canterbury, 20 febbraio 1911 – Londra, 1º gennaio 1982), è stata un'attrice britannica.

## Biografia
Tra le attrici più pagate del Regno Unito durante gli anni trenta, alla metà del decennio si trasferì a Hollywood, dove venne messa sotto contratto dalla RKO.
È nota al grande pubblico per aver interpretato la parte della prostituta ne Il traditore (1935) di John Ford e per una parte ne Il corsaro dell'isola verde (1952). Tra i suoi ruoli, anche quello di Milady nella versione del 1935 de I tre moschettieri, diretta da Rowland V. Lee. 
Si sposò tre volte: il primo matrimonio dal 1934 al 1936 con l'attore britannico Francis Lister; il secondo, dal 1938 al 1946, con il miliardario canadese Allan McMartin. Il terzo marito fu A.D. Peters, un agente letterario e produttore cinematografico, con quale si sposò nel 1958, anno in cui lasciò la carriera di attrice. 
Vedova di Peters dal 1972, Margot Grahame morì a Londra nel 1982, all'età di 70 anni, per una bronchite cronica.

## Filmografia

### Cinema
- Rookery Nook, regia di Tom Walls (1930)
- Compromising Daphne, regia di Thomas Bentley (1930)
- Stamboul, regia di Dimitri Buchowetzki (1931)
- Creeping Shadows, regia di John Orton (1931)
- The Love Habit, regia di Harry Lachman (1931)
- Uneasy Virtue, regia di Norman Walker (1931)
- Glamour, regia di Seymour Hicks, Harry Hughes (1931)
- The Rosary, regia di Guy Newall (1931)
- The Innocents of Chicago, regia di Lupino Lane (1932)
- Postal Orders, regia di John Daumery (1932)
- A Letter of Warning, regia di John Daumery (1932)
- Illegal, regia di William C. McGann (1932)
- House of Dream (1933)
- Forging Ahead, regia di Norman Walker (1933)
- Timbuctoo, regia di Walter Summers, Arthur B. Woods (1933)
- Yes, Mr. Brown, regia di Jack Buchanan, Herbert Wilcox (1933)
- Prince of Arcadia, regia di Hanns Schwarz (1933)
- I Adore You, regia di George King (1933)
- Padre (Sorrell and Son), regia di Jack Raymond (1933)
- Without You, regia di John Daumery (1934)
- Easy Money, regia di Redd Davis (1934)
- L'evaso dell'isola del diavolo (The Broken Melody), regia di Bernard Vorhaus (1934)
- Falling in Love, regia di Monty Banks (1935)
- Il traditore (The Informer), regia di John Ford (1935)
- Arizona, regia di Charles Vidor (1935)
- I tre moschettieri (The Three Musketeers), regia di Rowland V. Lee (1935)
- Two in the Dark, regia di Benjamin Stoloff (1936)
- Falsari alla sbarra (Counterfeit), regia di Erle C. Kenton (1936)
- Arrivano i gangster (Crime Over London), regia di Alfred Zeisler (1936)
- Make Way for a Lady, regia di David Burton (1936)
- Night Waitress, regia di Lew Landers (1936)
- Criminal Lawyer, regia di Christy Cabanne, Edward Killy (1937) (non accreditata)
- The Soldier and the Lady, regia di George Nichols Jr. (1937)
- Fight for Your Lady, regia di Benjamin Stoloff (1937)
- I filibustieri (The Buccaneer), regia di Cecil B. DeMille (1938)
- The Fabulous Joe, regia di Harve Foster (1947)
- The Hal Roach Comedy Carnival, regia di Bernard Carr, Harve Foster (1947)
- Ambra (Forever Amber), regia di Otto Preminger (1947)
- Atterraggio forzato (Broken Journey), regia di Ken Annakin, Michael C. Chorlton (1948)
- Gli spadaccini della Serenissima (Black Magic), regia di Gregory Ratoff e (non accreditato) Orson Welles (1949)
- The Romantic Age, regia di Edmond T. Gréville (1949)
- Il covo dei gangsters (I'll Get You for This), regia di Joseph M. Newman (1950)
- Il corsaro dell'isola verde (The Crimson Pirate), regia di Robert Siodmak (1952)
- Venetian Bird, regia di Ralph Thomas (1952)
- Il masnadiero (The Beggar's Opera), regia di Peter Brook (1953)
- Orders Are Orders, regia di David Paltenghi (1954)
- Santa Giovanna (Saint Joan), regia di Otto Preminger (1957)

### Televisione
- Douglas Fairbanks, Jr., Presents – serie TV, episodio 4x31 (1956)

## Doppiatrici italiane
- Lydia Simoneschi ne Il traditore
- Marcella Rovena ne I filibustieri
- Tina Lattanzi in Cagliostro
- Wanda Tettoni ne Il corsaro dell'isola verde